# Tuono Pettinato

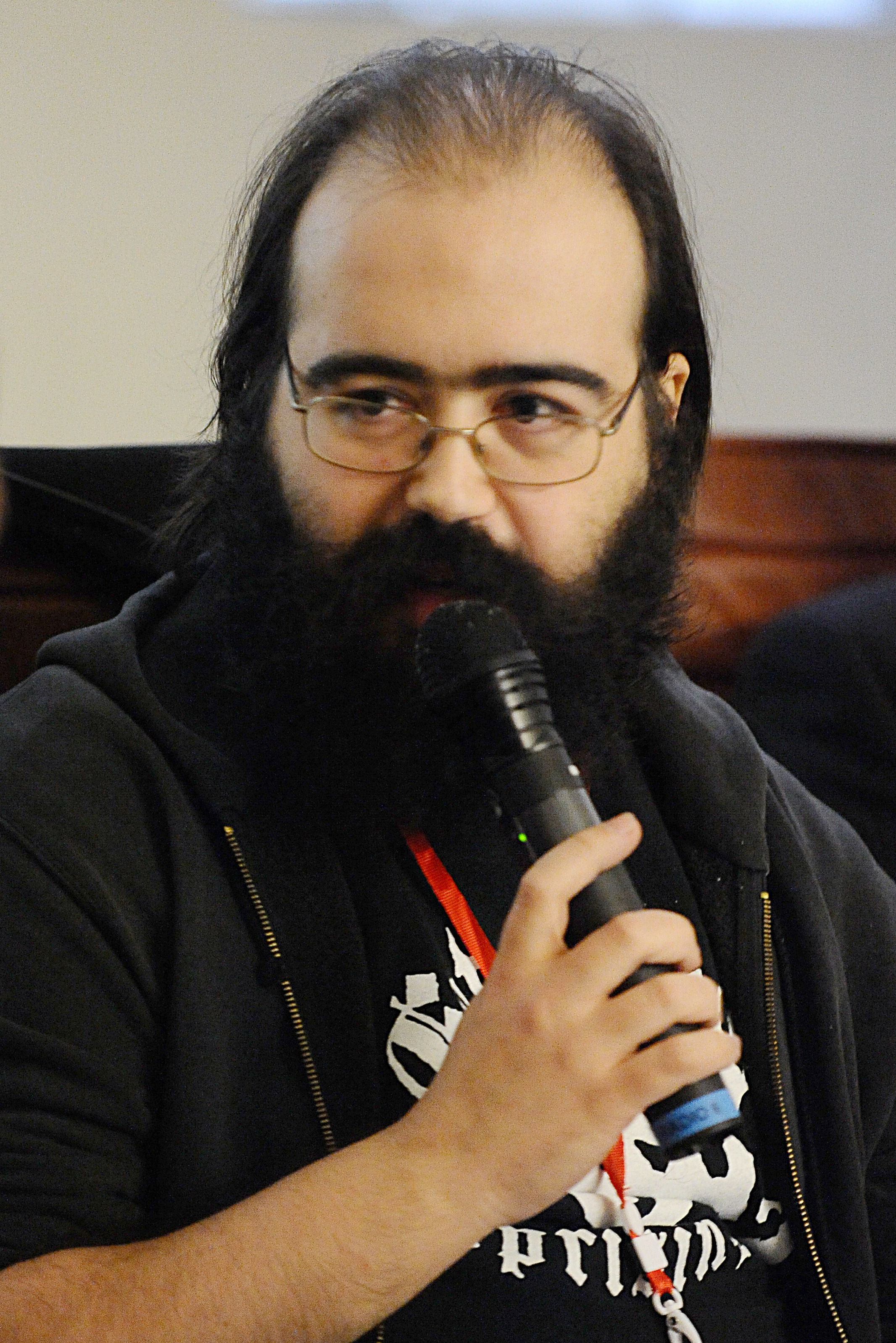
Tuono Pettinato a Lucca Comics & Games 2012

Tuono Pettinato, pseudonimo di Andrea Paggiaro (Pisa, 27 settembre 1976 – Pisa, 14 giugno 2021), è stato un fumettista e illustratore italiano.

## Biografia
Iniziò a pubblicare fumetti autoprodotti durante la frequentazione del DAMS nel corso della prima metà degli anni duemila. In seguito studiò all’Accademia Drosselmeier per editor e librai. Prese il nome d'arte di Tuono Pettinato dal racconto fantastico La biblioteca di Babele di Jorge Luis Borges. Dal 2005 collaborò con la casa editrice Campanila, illustrando vari libri per l'infanzia. Realizzò le biografie a fumetti di Galileo Galilei (insieme alla fisica Francesca Riccioni), di Giuseppe Garibaldi e del matematico inglese Alan Turing (sempre con Francesca Riccioni).
Insieme ai fumettisti Ratigher, LRNZ, Dottor Pira e Maicol & Mirco creò il collettivo Super Amici, con cui pubblicò le riviste Hobby Comics e Pic Nic. Il gruppo cambiò nome nel 2013, diventando Fratelli del Cielo, e l'anno successivo LRNZ si allontanò per dedicarsi ai propri lavori. Dal 2013 collaborò con Fumettologica, per il quale curava la rubrica Tippy Tuesday. Nel 2014 fu premiato come miglior autore unico a Lucca Comics & Games. Aveva inoltre collaborato con le riviste XL, Animals e Linus.
Al di fuori del mondo dei fumetti, era anche membro del gruppo punk hardcore Laghetto, dei quali era finto chitarrista ("suonando" una chitarra giocattolo sul palco), e come co-fondatore (assieme a Ratigher e John D. Raudo, anche loro membri dei Laghetto) di Donna Bavosa, etichetta DIY nata nel 2001 che pubblicava fumetti e dischi.

### Morte
Morì il 14 giugno 2021, dopo una lunga malattia, a 44 anni. Nel 2022 viene istituita da amici e familiari la Fondazione Tuono Pettinato che si occupa di valorizzarne e ricordarne l’opera, promuovendo iniziative, pubblicazioni, premi e opportunità di esordio per giovani fumettisti.

## Opere
- Corso di fumetti dozzinali di Tuono Pettinato, Donna Bavosa, 2004
- La valle nebbiosa, testo di Paola Binci e Armanda Boccardo, Campanila, 2005
- Il nonno e Caterina, testo di Caterina Tassone, Campanila, 2005
- La vera storia d'amore di Giacomo Candulli, testo di Elisa Rocchi, Campanila, 2005
- Rumble, testo di Armanda Boccardo e Paolo Cotrozzi, Campanila, 2005
- Storie della natura, testo di Daniela Di Maggio, Campanila, 2006
- Antìkoi. Vol. 1: Dei, mostri ed eroi del mondo classico, testo di Donatella Puliga, Campanila, 2008
- Antìkoi. Vol. 2: Dei, mostri ed eroi del mondo classico, testo di Donatella Puliga, Campanila, 2009
- Antìkoi. Vol. 3: Racconti di trasformazione, testo di Donatella Puliga, Campanila, 2011
- Galileo! Un dialogo impossibile, testi di Nadia Ioli Pierazzini, Francesca Riccioni, Vittoria Balandi, Felici Editore, 2009
- Apocalypso! Gli anni dozzinali, Coniglio Editore, 2010
- Garibaldi. Resoconto veritiero delle sue valorose imprese, ad uso delle giovani menti, Rizzoli Lizard, 2010
- Il magnifico lavativo, TopiPittori, 2011
- Enigma. La strana vita di Alan Turing, con Francesca Riccioni, Rizzoli Lizard, 2012
- Corpicino, GRRRzetic, 2013
- Il potere sovversivo della carta, AAVV a cura di Sara Pavan, Agenzia x, 2014
- Nevermind, Rizzoli Lizard, 2014
- OraMai, COMICS & SCIENCE @CERN, CNR Edizioni, 2014
- Bandierine. Tutta una storia di Resistenze, a cura di Stefano Gallo e Tuono Pettinato, Barta, 2015 ISBN 9788898462018
- L'Odiario, GRRRz, 2016
- We are the champions, testo di Dario Moccia, Rizzoli Lizard, 2016 ISBN 8817090247
- Qualcosa (illustrazioni del testo di Chiara Gamberale), Longanesi 2017 ISBN 9788830448100
- Non è mica la fine del mondo, con Francesca Riccioni, Rizzoli Lizard, 2017
- Errori galattici: Errare è umano, perseverare è scientifico, testo di Luca Perri, De Agostini, 2018 ISBN 8851165769
- Big in Japan, testo di Dario Moccia, Rizzoli Lizard, 2018 ISBN 8817101915
- Hateful Birds, testo di Michael Bruter, ErcComics, 2019[16]
- Chatwin. Gatto per forza, randagio per scelta, Rizzoli Lizard, 2019 ISBN 9788817104036
- Neri & Scheggia in Galleria, Coconino Press, 2020 ISBN 9788876184727
- Vacanze in Scatola, disegni di Martina Sarritzu, Canicola Edizioni, 2020 ISBN 9788899524449

## Filmografia
- Song'e Napule, regia dei Manetti Bros. (2013)[17]
- L'ispettore Coliandro – serie TV, episodio 5x04 (2016)